# Tobias Brandner
Tobias Brandner (chinesisch 白牧师, kantonesisch Bái mùshī, * 1965 in Auenstein) ist ein Schweizer evangelisch-reformierter Pfarrer und Seelsorger im Stanley-Gefängnis in Hongkong, deren Insassen ihm den Namen „Father Tobias“ gegeben haben.

## Leben
Tobias Brandner wuchs im aargauischen Auenstein auf, er besuchte das Gymnasium in Aarau, das er mit der Maturität abschloss. Danach studierte er evangelische Theologie an der Universität Zürich und doktorierte in systematischer Theologie. Gleichzeitig arbeitete er als Gefangenenseelsorger in der Justizvollzugsanstalt Pöschwies in Regensdorf. Er wurde für die Sozialdemokratische Partei ins Stadtparlament von Zürich gewählt.
Seit 1996 lebt Brandner im Auftrag der Mission 21 in Hongkong als Gefangenenseelsorger und Universitätslehrer. Zuerst lernte er Kantonesisch, dann begann er im Stanley-Hochsicherheitsgefängnis mit 1400 Insassen zu arbeiten. Er besucht Gefangene in den Werkstätten und in der Isolationshaft und setzt sich für sie ein. Er ist auch Professor für westliche Kirchengeschichte und Missionswissenschaft an der theologischen Fakultät des Chung Chi College der Chinesischen Universität Hongkong.
Tobias Brandner ist verheiratet, hat drei Kinder und lebt mit seiner Familie auf dem Universitätscampus in Hongkong.

## Publikationen

### Bücher
- Einheit gegeben – verloren – erstrebt: Denkbewegungen von Glauben und Kirchenverfassung. Vandenhoeck & Ruprecht, Göttingen, 1996. ISBN 978-3-525-56543-8
- Gottesbegegnungen im Gefängnis. Eine praktische Theologie der Gefangenenseelsorge. Evangelische Verlagsanstalt, 2009. ISBN 978-3-374-03029-3 (und Lembeck. ISBN 978-3-874-76588-6)

### Artikel
- Zum Tod des Bischofs von Schanghai. Mittler zwischen Peking und Rom. Artikel in der Neuen Zürcher Zeitung, Zürich, 29. April 2013[6]
- Ich sehe das Gefängnis in vielerlei Hinsicht als Todeserfahrung. Seit 18 Jahren kümmert er sich um Gefangene. Jeder Mensch habe sein dunklen Flecken, sagt Tobias Brandner. Der Bund, Samstagsinterview vom 19. April 2014